# Baladjeutsa
Baladjeutsa (ou Balandjeutsa) est une localité du Cameroun située dans le département des Bamboutos et la Région de l'Ouest. C'est une chefferie bamiléké qui fait partie de l'arrondissement de Batcham et du groupement Bangang.

## Chefferie traditionnelle
La localité est le siège d'une chefferie traditionnelle de 3e degré du groupement de Bangang.

## Population
En 1967, le village comptait 382 habitants. Lors du recensement de 2005, on y a dénombré 705 personnes.